# Eumelia Hernández
Eumelia Hernández (Caracas, Venezuela; 14 de octubre de 1913-Caracas, Venezuela; 17 de septiembre de 1990) fue una militante feminista por los derechos de la mujer y de la clase obrera venezolana. Pionera del sindicalismo venezolano, se reconoce por ser la primera mujer en integrar el Comité Ejecutivo de la Central Unitaria de Trabajadores de Venezuela organismo donde posteriormente llegó a ocupar la vicepresidencia. Formó parte del Movimiento Femenino Venezolano e integró las filas del Partido Comunista de Venezuela - PCV.

## Biografía
Eumelia Hernández nació en Caracas en 1913 en el seno de una familia humilde. Se desempeñó como trabajadora del calzado. A partir de esta actividad y luego de la muerte de Juan Vicente Gómez en 1935, con tan solo 22 años de edad, comenzó su actividad sindicalista e integró el Comité Ejecutivo de la Central Unitaria de Trabajadores (CUTV).
Fue vicepresidenta de la Central Unitaria de Trabajadores de Venezuela. En 1936 se integró en la Agrupación Cultural Femenina que promovía el sufragio femenino en Venezuela y buscaba la reforma del Código Civil para crear leyes que protegieran a las mujeres trabajadoras, embarazadas y a los niños, eliminando la discriminación contra los hijos nacidos fuera del matrimonio.
Fue militante del Partido Comunista de Venezuela. Desde el Partido Republicano Progresista lideró luchas y manifestaciones por los derechos de las trabajadoras y trabajadores. En 1950 dictó la ponencia «Mujer obrera» en el marco de la primera Conferencia de Mujeres que tuvo lugar en la ciudad de Caracas, abordando el tema de los sueldos igualitarios, protecciones laborales para las mujeres embarazadas y la promoción de campañas de alfabetización.[cita requerida] Por su actividad militante, fue detenida y torturada por el gobierno dictatorial de Marcos Pérez Jiménez, sin embargo esto no impidió que continuara su labor en los movimientos de mujeres y por la difusión de la defensa de los derechos de la clase obrera. En 1963 integra la Central Regional de Trabajadores del Distrito Federal y del Estado Miranda al momento de su fundación.
Durante el gobierno de Eleazar López Contreras fue encarcelada por primera vez. Posteriormente, estuvo presa en la cárcel de Los Teques durante la dictadura de Marcos Pérez Jiménez, etapa en la coincidió con Isabel Carmona de Serra, Carmen Veitía, Panchita de Garmendia, Isabelita Landáez y Celia Poleo, y donde permaneció hasta el 28 de diciembre de 1957.

## Reconocimientos
El 20 de noviembre de 2013 por solicitud de la Comisión Nacional de Justicia de Género del Poder Judicial ante el Tribunal Supremo de Justicia de Venezuela - TSJ, se implementa y se instituye la Orden al Mérito, único en su clase, que lleva por nombre "Eumelia Hernández", para honrar su memoria y en reconocimiento a la labor de venezolanas y extranjeras en la lucha por la igualdad de género. La primera homenajeada con la orden es la lideresa indígena guatemalteca y doctora Rigoberta Menchú, otorgada el 26 de noviembre de 2013, a propósito del Día Internacional de la no Violencia contra la Mujer.